# Riche et légère
Riche et légère est un roman de Florence Delay publié le 2 septembre 1983 aux éditions Gallimard et ayant reçu la même année le prix Femina.

## Résumé
L'ouvrage est une forme de journal de voyage. L'auteure se souvient de son père, au cours d'un itinéraire en Andalousie qu'elle parcourt avec un groupe de jeunes femmes « riches et légères », qui respectent les bonnes manières, et vont aux corridas. 

## Analyse
La narratrice, elle, est une véritable aficionada. Si elle assiste aux corridas c'est parce qu'elle apprécie l'art tauromachique où elle trouve la matière à d'intéressants portraits de toreros célèbres dont certains reviennent quelques années plus tard dans son court essai : Œillet rouge sur le sable (1994). Robert Bérard la classe dans les auteurs de romans et nouvelles tauromachiques aux côtés de Joseph Peyré, Théophile Gautier et bien d'autres.

## Éditions
- Éditions Gallimard, coll. « Blanche », 1983,  (ISBN 2070266982).
- Éditions Gallimard, coll. « Folio » no 2168, 1990,  (ISBN 2070382575).